# Angula

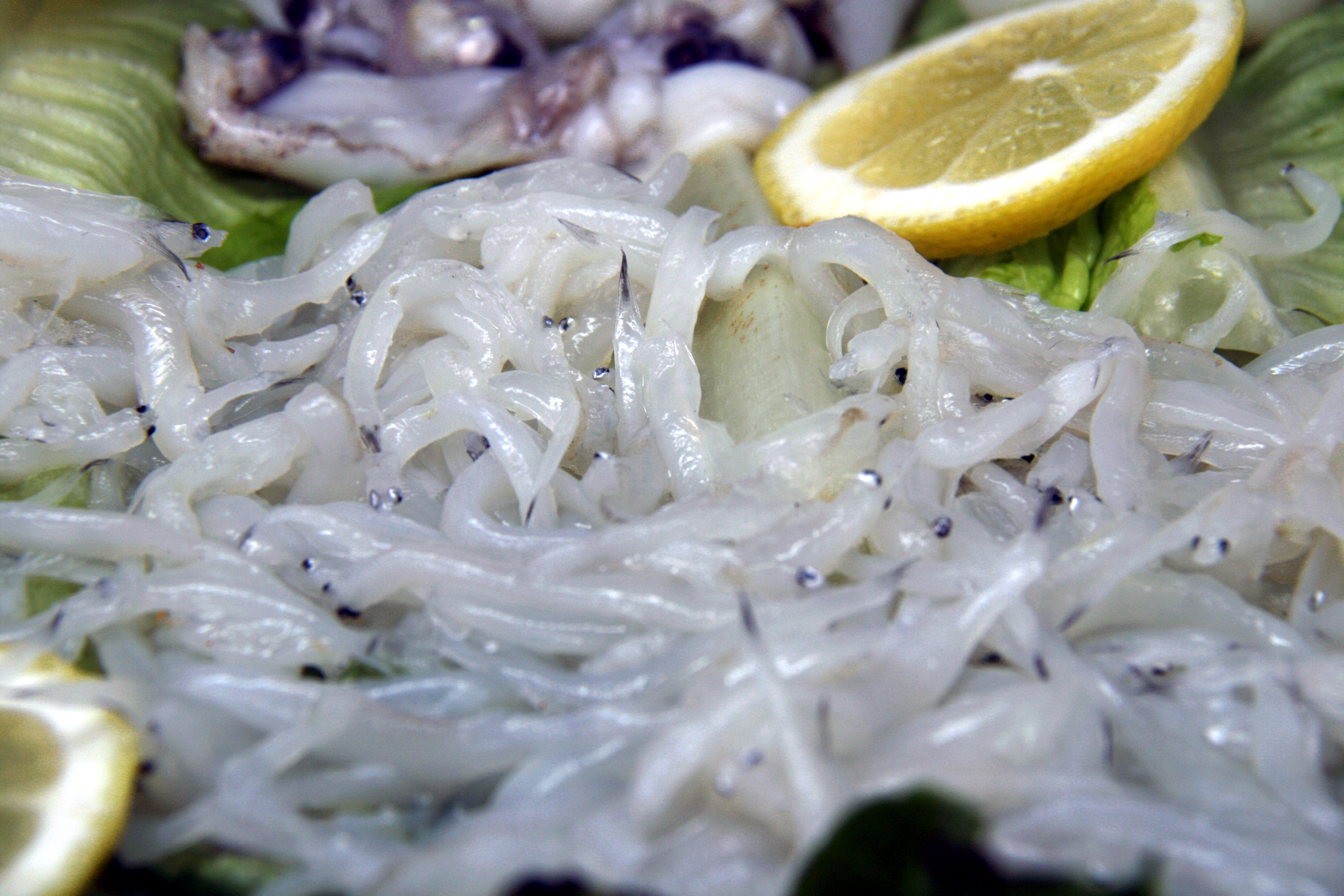
Angulas crudas, listas para su preparación.

Angula es el nombre que recibe el alevín de la anguila, único alevín permitido por las leyes de pesca. Cuando se encuentra en los mercados de pescado suele tener 1 g de peso y mide algo menos de 8 cm de longitud. Las angulas comercializadas suelen estar cocidas, y en caso de estar vivas son transparentes. Este pescado, debido a su elevado precio en el mercado, tiene un sucedáneo más barato conocido como gula y elaborado con surimi a base de abadejo procedente de Alaska.

## Características
La angula es el alevín o cría de la anguila, que realiza largas migraciones para reproducirse, desde las cabeceras de los ríos europeos hasta los lugares para el desove en el mar. Algunos ejemplares realizan un recorrido de más de 5000 km hasta el mar de los Sargazos, a lo largo de dos o tres años para llegar allí desde Europa. En el recorrido no necesitan alimentarse. Las anguilas pueden serpentear por tierra firme durante varios kilómetros respirando a través de la piel. 
En las primeras etapas de su nacimiento todas las angulas son hembras, y con el tiempo algunas cambian de sexo. Son transparentes y poseen un tamaño de 5 a 6 cm. Las angulas que sobreviven en los ríos van cambiando de color: la anguila amarilla tiene el lomo de color café y al pasar el tiempo cambia a verde y finalmente a plateado.

## Usos culinarios

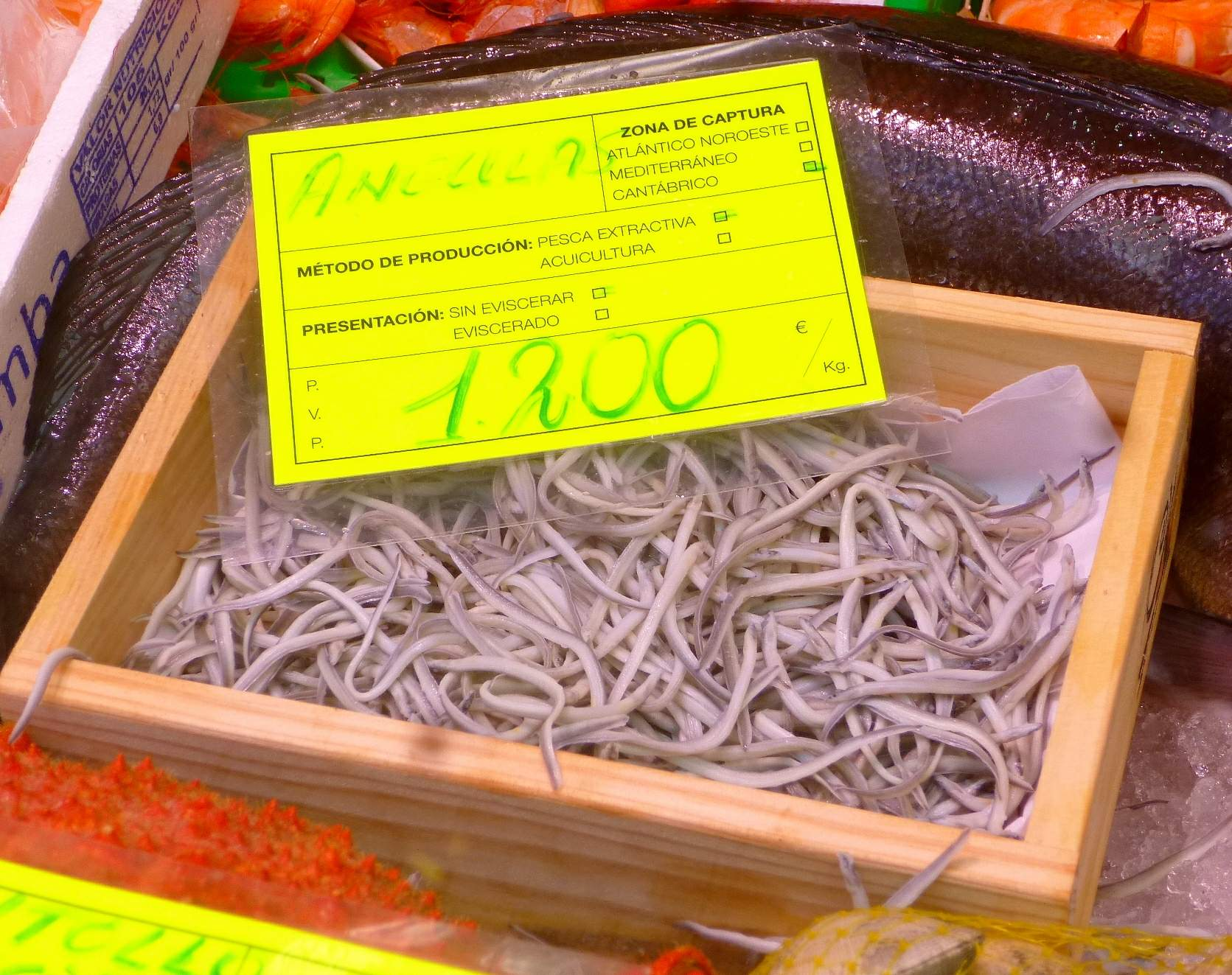
Muestrario de angulas a 1.200 euros el kilo en una pescadería de Bilbao (2018).

En España era tradicional en las gastronomías de Cantabria, Vizcaya, Asturias, Tuy y Guipúzcoa pero su popularidad se ha extendido a otras partes del territorio. El plato más conocido es angulas a la bilbaína servido en una cazuela de barro con ajo, aceite de oliva y guindilla ahumada. Se conoce no obstante también en la cocina francesa de las comarcas de Nantes, La Rochelle y Burdeos.
Las angulas se suelen comprar ya precocinadas, generalmente envasadas al vacío, en este caso tienen un color blanco o ligeramente negro. Depende fundamentalmente del tiempo que han pasado en el río; las negras han pasado más tiempo y son generalmente menos valoradas. En el caso de adquirirse vivas se suelen matar con tabaco disuelto en agua, luego se lavan (con el objetivo principal de quitarles la baba y pequeños palos y ramas que quedan en el cedazo) y posteriormente se cuecen en una salmuera donde adquieren el color blanco habitual. 
También puede encontrarse elaboradas en ensaladas o bien como acompañante de platos de pescado o marisco.

## Sucedáneo de la angula

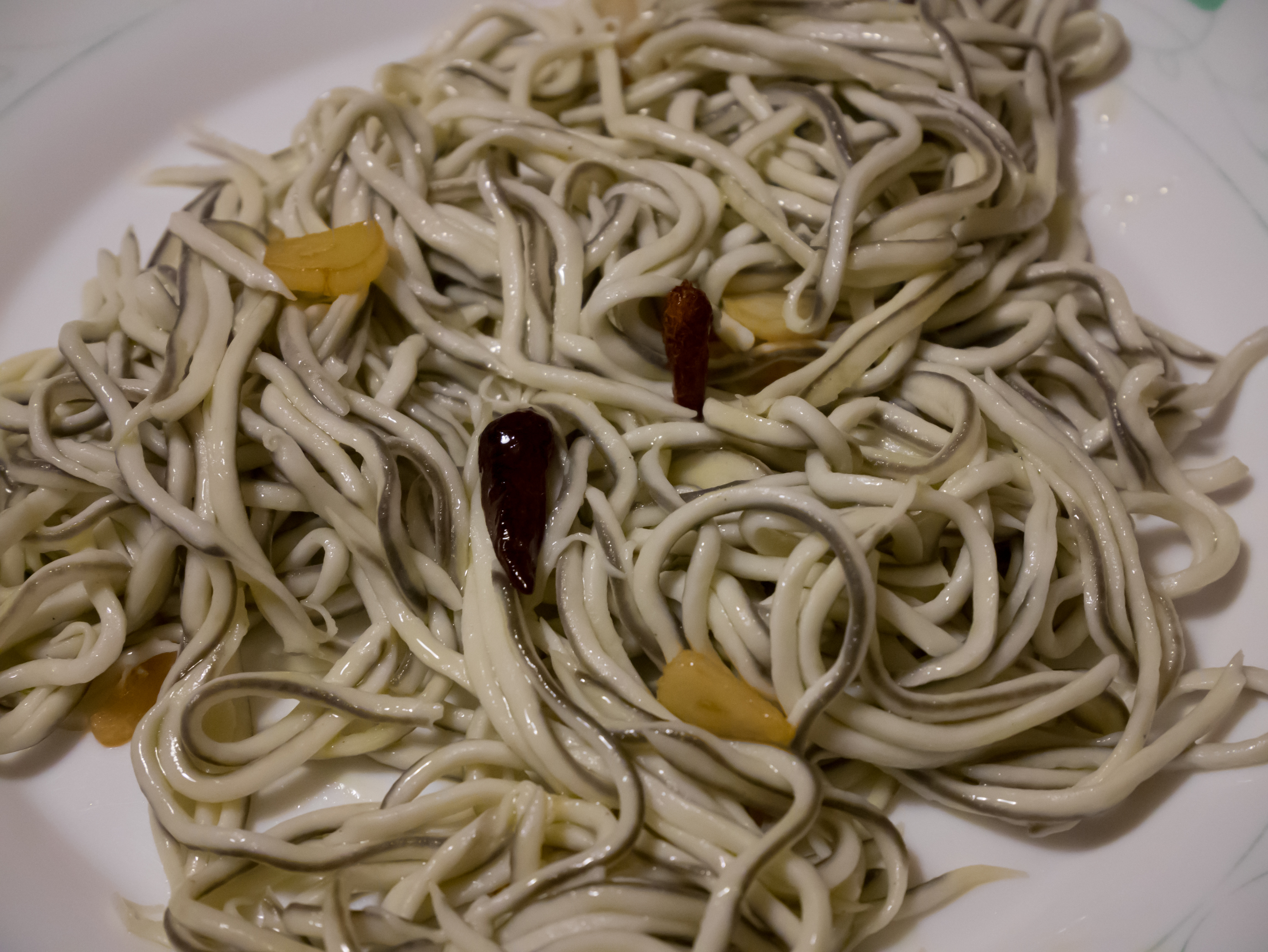
Gulas preparadas con ajo y guindillas

Los elevados precios de la angula en los mercados de pescado, unidos a la escasez de la angula en los ríos, han hecho que se haga muy popular un sucedáneo de ella elaborado con surimi a base de abadejo procedente de Alaska. Es popularmente conocido como "gula", nombre que realmente corresponde a una marca comercial concreta de dicho producto. Para elaborar un kilo de surimi son necesarios cinco kilos de pescado. La industria alimentaria ha ido mejorando poco a poco las cualidades y las similitudes, y desde hace tiempo son mayoritarios los sucedáneos que imitan los colores grisáceos y ojos de la angula original.